# Точка и запетая
Точка и запетая представлява пунктуационен знак, който може да бъде част от изречението. Този знак представлява нещо като смес от точка и запетая. Обикновено той може да се използва за изброяване на неща, но разликата е, че когато в изречението има запетая, не си личи толкова „раздялата“ между изброените предмети и „изречението пред тях“, докато при точката и запетаята много си личи „раздялата“ между изброените предмети и „изречението пред тях“. Рядко се среща в изреченията, но все пак се ползва.

## Употреба
Използва се за:
- Изброяване на предмети

(Пример: Аз купих: яйца; ориз; шоколад; макарони; брашно; захар и сол.)

## Произход
Появява се, като се смесят точка и запетая. Точката се поставя горе, а запетаята си остава долу. (Виж изображението)